# Sun Bei Bei
Sun Bei Bei (Shandong, 28 januari 1984) is een in China geboren tafeltennisspeelster die al haar gehele internationale sportloopbaan uitkomt voor Singapore. Zij schreef samen met Li Jia Wei in 2008 het dubbelspeltoernooi van de ITTF Pro Tour Grand Finals op haar naam. Daarnaast won ze met de nationale ploeg van haar nieuwe thuisland dat jaar zilver in het landentoernooi van de wereldkampioenschappen in Kanton.
Sun Bei Bei behaalde in december 2007 haar hoogste positie op de ITTF-wereldranglijst, toen ze veertiende stond.

## Sportieve loopbaan
Bei Bei maakte haar debuut in het internationale (senioren)circuit in 2005, toen ze haar eerste toernooien speelde in het kader van de ITTF Pro Tour. Ze haalde dat jaar meteen de finale van het Kroatië Open enkelspel en van drie dubbelspel-evenementen. Tevens plaatste de Singaporese zich in haar debuutjaar voor zowel het enkel- als dubbelspel van de ITTF Pro Tour Grand Finals en kwam daarop in laatstgenoemde discipline tot de halve finale.
Bei Bei beleefde in 2008 het voorlopige hoogtepunt van haar carrière, toen ze samen met Li Jia Wei de Pro Tour Grand Finals won. Het Singaporese duo rekende daarvoor in de eindstrijd af met het Zuid-Koreaanse koppel Kim Kyung-ah/Park Mi-young, dat het een jaar eerder ook al met zilver moest doen. Bei Bei bereikte met de nationale vrouwenploeg in 2008 tevens de WK-finale voor landenploegen, maar kon niet voorkomen dat China daarin voor de achtste keer op rij goud won.

## Erelijst
- Wereldkampioen landenteams 2010, met Singapore (met Feng Tian Wei en Wang Yue Gu)
- Verliezend finaliste landentoernooi wereldkampioenschappen 2008 (met Singapore)
- Winnares dubbelspel Zuidoost-Aziatische Spelen 2007 (met Yu Meng Yu)
- Winnares enkelspel Gemenebest kampioenschappen 2007
- Winnares dubbelspel Gemenebest kampioenschappen 2007 (met Wang Yue Gu)

ITTF Pro Tour:
Enkelspel:
- Winnares India Open 2007
- Verliezend finaliste Kroatië Open 2005

Dubbelspel:
- Winnares ITTF Pro Tour Grand Finals 2008 (met Li Jia Wei)
- Winnares Rusland Open 2006 (met Li Jia Wei)
- Winnares Duitsland Open 2006 (met Li Jia Wei)
- Winnares India Open 2007
- Winnares Singapore Open 2008 (met Li Jia Wei)
- Verliezend finaliste Korea Open 2005 (met Wang Yue Gu)
- Verliezend finaliste Taipei Open 2005 (met Wang Yue Gu) en 2007
- Verliezend finaliste China Open 2005 (met Wang Yue Gu)
- Verliezend finaliste Slovenië Open 2006 (met Wang Yue Gu)
- Verliezend finaliste Koeweit Open 2008
- Verliezend finaliste Brazilië Open 2008
- Verliezend finaliste Chili Open 2008